# Chalcinus
Chalcinus és un gènere de peixos de la família dels caràcids i de l'ordre dels caraciformes.

## Taxonomia
- Chalcinus knerii (Steindachner, 1876)
- Chalcinus muellerii (De Filippi, 1853)
- Chalcinus rotundatus (Nakashima, 1941)[3][4][5]